# Asmir Begović
Asmir Begović (Trebinje, 1987. június 20. –) bosnyák válogatott labdarúgókapus, az angol Leicester City játékosa.

## Pályafutása
Pályafutásának korai szakaszában élt Boszniában, Kanadában és Németországban is, a kanadai U20-as válogatottban 11 alkalommal pályára is lépett. 2003-ban került a Portsmouth akadémiájára, ott kapta később első profi szerződését is. Leginkább kölcsönben szerepelt több angol csapatnál is, míg 2010-ben a Stoke City szerződtette. Az évek során ő lett a fazekasok és a bosnyák válogatottban első számú kapusa.
2023. július 17-én szerződtette a Queens Park Rangers csapata.

## Sikerei, díjai

### Klub
- Chelsea
  - Angol bajnok: 2016–17
- Qarabağ
  - Azeri bajnok: 2019–20

### Egyéni
- Az év U20-as kanadai labdarúgója: 2007
- Stoke City – Az év fiatal játékosa: 2011
- Az év játékosa (szurkolók, játékosok és edzők szavazásán is): 2013
- Az év bosnyák labdarúgója: 2012

## Fordítás
Ez a szócikk részben vagy egészben  az   Asmir Begović című angol Wikipédia-szócikk fordításán alapul.  Az eredeti cikk szerkesztőit annak laptörténete sorolja fel. Ez a jelzés csupán a megfogalmazás eredetét és a szerzői jogokat jelzi, nem szolgál a cikkben szereplő információk forrásmegjelöléseként.